# Charles-Bonaventure de Longueval
Károly Bonaventura Vaux Buquoy de Longueval, Buquoy grófja (Arras, 1571. – Érsekújvár, 1621. július 10.) a német császári hadak vezére a harmincéves háború idején.

## Élete
Albrecht osztrák főherceg alatt szolgált s mint a tüzérség tábornoka részese volt az 1596-1599 közötti rajnai hadjáratok sikereiben. Emmerich mellett fogságba került, s miután a francia fogságból kiváltották, Nassaui Móriccal szemben Nieuport mellett 1600-ban vereséget szenvedett. Ostende ostroma közben és Herzogenbusch bevétele alkalmával jóvá tette e kudarcot. 1606-ban a császár Hennegau helytartójává, 1610-ben pedig francia követté nevezte ki. 1618-ban mint a császári hadseregek fővezére a felkelt csehek ellen vonult, s elfoglalta és megvédte Budweist. 1619-ben megverte Mansfeldet Netolitz mellett s több cseh várost és várat is elfoglalt.
Amikor híre ment, hogy Bethlen Gábor felkelt és Észak-Magyarországon át Pozsony és Bécs ellen vonul, Buquoy Lundenburg vidékén Heinrich von Dampierrel egyesült és Bécs védelmére sietett. Bethlen, aki csak október 24-én értesült ellenfeleinek 23-án történt egyesüléséről, és ez okból azt meg nem akadályozhatta, annak dacára a floridsdorfi hidfőig nyomult. Ekkor megakadályozta ugyan Bethlent abban, hogy Bécsnél a Dunán hidat verjen, de azt nem tudta megakadályozni, hogy Bethlen alvezére, Rhédey Ferenc, kopjás lovasaival Hainburgnál ne keljen át a Dunán, aki azután Köpcsény mellett Buquoy előhadát szétverte. Bethlen és Buquoy között azonban nem került sor nyílt csatára. Homonnai Drugeth György betörésének hírére pedig Bethlen visszavezette hadait és fegyverszünetet kötött a császárral 1620 februárjában. 1620 őszén Buquoy előbb az Alsó-Ausztriába tört cseheket verte vissza Kremsnél és azután a liga hadaival egyesülvén, Csehországba nyomulva Rakonitz mellett súlyosan megsebesült. Emiatt a Fehérhegyi döntő ütközetben csak kocsin követhette katonáit.
Karlstein várának megszállása és Morvaország lecsendesítése után Buquoy 1621 elején elbocsátását kérte II. Ferdinándtól, de miután ez őt a gratzeni, rosenbergi és több más elkobzott cseh birtokkal kárpótolta, továbbra is hű maradt a császári zászlóhoz. 1621 tavaszán Marcheggen át a pozsonyi vár visszavívásához fogott, mely várat Bethlen felsőmagyarországi híveinek elpártolása miatt és egyéb okokból május 3-án feladott. Három nappal később Nagyszombat is kaput tárt előtte, ki most Érsekújvár alá vezette seregét. A vár ostroma közben azonban Horváth István kopjás lovasai július 10-én elfogták és nehogy megszökjék, megölték.
Utódai szintén földbirtokosok és katonák voltak.